# Paula Cavalciuk
Paula Cavalciuk (Tapiraí, São Paulo) é uma cantora e compositora brasileira. Em 2005, mudou-se para Sorocaba, no interior de São Paulo, onde conheceu o violonista e cantor Vinícius Lima, com quem formou a dupla 2Friends. Além disso, Paula também atuou com grande sucesso de bilheteria no espetáculo “Dolores in Blues: O Universo de Dolores Duran”.
Em outubro de 2015 lança-se em carreira solo com o EP Mapeia, produzido por Ítalo Ribeiro, que a leva em turnê com sua banda por cinco diferentes estados do país. O extended play é sucedido pelo lançamento de seu álbum de estreia, "Morte & Vida", em 2016, contando com a produção de Gustavo Ruiz e Bruno Buarque. Entre janeiro e fevereiro de 2017, Paula Cavalciuk e banda embarcam para a #MorteEVidaTour, visitando oito estados nacionais.
Em dezembro de 2016, foi indicada ao prêmio APCA como artista revelação, enquanto em setembro de 2018 o videoclipe de "Morte e Vida Uterina" se classificou como finalista da categoria "Melhor Clipe de Animação" do Music Video Awards UK, além de ter sido exibido em diversos festivais de animação mundo afora. 
Depois de uma pausa para se dedicar à família, Paula retorna em 2024 com o disco "Pangeia". Gravado entre março e abril de 2022, período em que a artista completava o último trimestre de sua primeira gestação, o álbum mistura a viola caipira com blues e pop.

## Discografia
Álbuns
- 2016 - Morte & Vida
- 2024 - Pangeia

Extended Plays (EPs)
- 2015 - Mapeia

### Videografia
- 2017 - "O Poderoso Café" (dir. Daniel Bruson)
- 2017 - "Morte e Vida Uterina" (dir. Daniel Bruson)